# Campionato mondiale giovanile di scherma 1994
Il Campionato mondiale juniores di scherma del 1994 ("1994 World Juniors Fencing Championships") è stato organizzato dalla Federazione internazionale della scherma e si è svolto a Città del Messico in Messico dal 27 al 28 marzo.
Nel fioretto, si sono aggiudicati i titoli del campionato mondiale l'italiano Matteo Zennaro, che ha battuto in finale l'israeliano Tomer Or, e l'italiana Valentina Vezzali che ha avuto la meglio sulla magiara Aida Mohamed.
Nella spada il magiaro Gabor Boczko ha battuto in finale l'ucraino Andriy Maliy, ottenendo il titolo mondiale juniores maschile, mentre tra le donne la cinese Shaoqi Yang ha superato la tedesca Imke Duplitzer.
Nella sciabola il russo Serguei Charikov prevale sul magiaro Domonkos Ferjancsik.

## Podi

### Uomini
| Specialità  | Oro              | Argento             | Bronzo                             |
| Individuali |                  |                     |                                    |
| Fioretto    | Matteo Zennaro   | Tomer Or            | Piotr Blaszczak Lorenzo Taddei     |
| Spada       | Gabor Boczko     | Andriy Maliy        | Eugenij Fedoccssev Dirk Kunzelmann |
| Sciabola    | Serguei Charikov | Domonkos Ferjancsik | Herve Charron Alexei Ermolaev      |

### Donne
| Specialità  | Oro               | Argento        | Bronzo                                 |
| Individuali |                   |                |                                        |
| Fioretto    | Valentina Vezzali | Aida Mohamed   | Monique De Bruin Anna Rybicka          |
| Spada       | Shaoqi Yang       | Imke Duplitzer | Simona Iluti Isabella Tarchini-Ibranya |

## Medagliere
| Pos.   | Nazione     | Oro | Argento | Bronzo | Totale |
| ------ | ----------- | --- | ------- | ------ | ------ |
| 1      | Italia      | 2   | 0       | 1      | 3      |
| 2      | Ungheria    | 1   | 2       | 0      | 3      |
| 3      | Russia      | 1   | 0       | 2      | 3      |
| 4      | Cina        | 1   | 0       | 0      | 1      |
| 5      | Germania    | 0   | 1       | 1      | 2      |
| 6      | Ucraina     | 0   | 1       | 0      | 1      |
| 6      | Israele     | 0   | 1       | 0      | 1      |
| 8      | Polonia     | 0   | 0       | 2      | 2      |
| 9      | Francia     | 0   | 0       | 1      | 1      |
| 9      | Romania     | 0   | 0       | 1      | 1      |
| 9      | Svizzera    | 0   | 0       | 1      | 1      |
| 9      | Stati Uniti | 0   | 0       | 1      | 1      |
| Totale | Totale      | 5   | 5       | 10     | 20     |